# Claude François Duprès
Claude François Dupré ou Claude François Duprès, né le 3 octobre 1755 à Fort-Louis dans le Bas-Rhin et mort le 21 juillet 1808 lors de la bataille de Bailén, en Andalousie est un militaire français, général de la Révolution et de l'Empire. D'abord soldat dans l'armée royale à partir de 1776, il sert ensuite dans les armées de la Révolution et de l'Empire.

## Sous l'Ancien Régime
Claude-François Duprès était le fils de Louis Dupré, lieutenant à la retraite et de Cunégonde Hartmann. Il se destine très jeune à la carrière militaire, qu'il embrasse, en entrant à 21 ans, le 16 novembre 1776, comme hussard au régiment d'Esterhazy. Le 23 avril 1780, il est fourrier. En 1783, il devient maréchal des logis le 23 novembre et maréchal des logis chef le 4 septembre de l'année suivante.

## De l'adjudant au chef de brigade
Lorsqu'éclate la Révolution, Claude-François Duprès est nommé adjudant le 17 mai 1789. Promu au grade de sous-lieutenant le 1er avril 1791, il sert l'année suivante à l’armée du Nord et obtient sa promotion au grade de lieutenant le 1er août 1792. Le 7 juin 1793, il se distingue près d'Arlon en faisant prisonnière une compagnie autrichienne. Il passe ensuite à l'armée de Moselle.
Cette même année, le 16 août, il devient capitaine et rejoint Paris pour prendre le commandement de l'un des vingt escadrons qui viennent d'être créés le 3 août par arrêté du Comité de salut public. Mais ces escadrons sont rapidement dissous, et le 18 novembre, il est nommé chef de brigade du 21e régiment de chasseurs à cheval. Entre 1794 et 1795, Duprès retourne à l’armée du Nord, avant de servir de 1795 à 1797 à l’armée de l'Intérieur, puis de 1798 à 1799 à l’armée d'Angleterre et enfin, en 1799 à l’armée de l'Ouest. Le 10 mars 1800 naît sa fille unique Augustine. Placé dans l’armée de réserve, il se bat à Marengo le 5 juillet et est ensuite affecté à l’armée d'Italie.

## Consulat et Empire
Le 7 février 1803, Claude-François Duprès épouse, à Marly-le-Roi, Marie Catherine Augustine Grégoire, fille de vitrier, née le 6 juillet 1777 et décédée le 6 mars 1823. Général de brigade le 27 août 1803, il commande la 1re subdivision de la 13e division militaire. Décoré de la Légion d'honneur le 11 décembre 1803, il prend le commandement d'une brigade de cavalerie de la division Tilly au camp de Montreuil le 13 décembre. Le 14 juin 1804, il est élevé à la dignité de commandeur de la Légion d'honneur.
En 1805, le général Duprès sert au 6e corps de la Grande Armée, du 23 août au 13 décembre, durant la campagne d'Autriche. Le 17 juin 1806, il prend le commandement de la division de réserve des chasseurs à cheval de l'armée de Naples stationnée en Italie. En 1807, il est à Potsdam le 13 janvier avec ses régiments de cavalerie légère, où il attend les ordres de l'Empereur qui dirige la campagne depuis Varsovie. Le 23 janvier, il rejoint le 10e corps du maréchal Lefebvre au sein de la Grande Armée, où il commande une brigade de cavalerie légère française composée des 19e et 23e régiments de chasseurs. Il participe ensuite au siège de Dantzig, puis est mis en disponibilité.
Le 2 novembre 1807, le général Duprès est nommé commandant de la brigade provisoire des chasseurs à cheval au 2e corps d'observation de la Gironde, division Grouchy, puis division Frésia le 6 décembre. En 1808, le général Duprès participe à la campagne d'Espagne. Le 19 mars, il est titré baron d’Empire par décret. Le 7 juin, il se distingue au pont d'Alcolea et le 19 juillet, pendant la bataille de Bailén, il est blessé à mort peu après 10 heures du matin par un coup de biscaïen. Claude-François Duprès meurt deux jours plus tard, le 21 juillet 1808, des suites des blessures reçues durant cette bataille.
Lorsqu'on annonça à Napoléon la capitulation du général Dupont à Bailén, en lui demandant ce qu'il aurait fallu faire, l'Empereur répondit : « Il fallait faire ce qu'a fait Dupré, mourir ! » La mort du général Duprès fut racontée par Maurice de Tascher dans son Journal de campagne d'un cousin de l'Impératrice :

« Sur les 2 heures, le général Dupré, dont la brigade ne formait plus qu'un escadron, reçoit ordre de tenter un dernier effort. Il s'avance à la tête des marins de la Garde, bien moins dans l'espoir de vaincre qu'avec la certitude de mourir avec honneur. En effet, à peine avions-nous démasqué la hauteur, qu'un carré d'infanterie, douze à quinze fois plus fort que nous, commence à croiser ses feux sur ce groupe d'hommes que les boulets éclaircissent avec une promptitude merveilleuse. Ils nous épargnèrent la peine de venir jusqu'à l'ennemi, car, avant que nous fussions au bord du vallon, une bonne partie des officiers et des soldats fut étendue par terre, et le reste forcé de regagner la hauteur. Le brave général Dupré, au bout d'une carrière de trente ans, où la fortune lui avait été aussi attachée que lui-même l'avait été à l'honneur, se vit trahi par l'une, et mourut fidèle à l'autre. Un biscaïen lui traversa le corps. »

En 1842, sa fille réclama en vain l'inscription du nom de son père sous l'Arc de triomphe de l'Étoile.